# Lazrag Benfissa
Lazrag Benfissa est un footballeur algérien né le 12 janvier 1980 à Relizane. Il évoluait au poste de gardien de but.

## Biographie
Lazrag Benfissa évolue en Division 1 avec les clubs de l'ASO Chlef, du MC Alger, du WA Tlemcen, et enfin du MSP Batna. Il dispute plus de 100 matchs en première division algérienne. 
Il se classe deuxième du championnat de D1 lors de la saison 2007-2008 avec l'ASO Chlef, et participe avec cette équipe à la Ligue des champions d'Afrique en 2009.

## Palmarès
- Vice-champion d'Algérie en 2008 avec l'ASO Chlef.
- Accession en Ligue 2 en 2000 avec le RC Relizane.